# Mato Afonso
Mato Afonso es una localidad caboverdiana del municipio de São Domingos.

## Geografía
La localidad está situada en la isla Santiago.

## Organización territorial
La localidad abarca los lugares y barrios de:
- Covão Vicente
- Cutelo Gomes
- Mato Afonso
- Mato Martins
- Tamarindo